# 日本統合医療系連合学会
日本統合医療系連合学会（にほんとうごういりょうけいれんごうがっかい、英語名The Japanese United Associations of Integrated medical）は、近代西洋医学と伝統東洋医学を統合して医療を研究及び普及するために賛同する学術団体を結集して2017年10月5日に設立された学術連合体。

## 概要
2017年設立。日本統合医療系連合学会は、10月5日を「統合医療の日」と定め、日本未病研究団体連合と共に世界保健デーである4月7日を「未病管理の日」と定め、4月を「未病管理月間」としている。

## 活動内容
１) 近代西洋医学に関する研究及び伝統東洋医学に関する研究
２) 統合医療に関する研究報告会、全国大会の開催
３) 統合医療に関する科学者、実務者の交流会の開催
４) 国際フォーラムの開催
５) 保健及び医療に関する外国人研究者の招聘
６) 海外の学術団体、研究機関、大学との交流
７) 統合医療に関する研究成果の普及
８) 日本学術会議及び学術団体との連絡交流並びに情報交換
９) 和文及び英文の学術論文集、ジャーナルの発行
10) 統合医療に関する技能の認定
11) 懸賞論文の募集及び論文の審査登録
12) 研究者及び学術団体に対する助成金の交付
13) 研究機関、教育機関の求人募集情報の収集、提供
14) 前各号に掲げる事業に付帯又は関連する事業[1]

## 発起幹事団体
- 日本未病研究学会
- 日本医療福祉学会
- 日本保健医療学会
- 伝統未病研究会
- 一般財団法人東京総合研究機構
- 日本未病研究団体連合
- 未病情報ネットワークセンター
- 全国医療カウンセラー協議会
- 日本未病養生専門員協会
- 先端保健科学研究所
- 一般財団法人医療福祉経営評価研究機構
- 一般社団法人全国消費者協会中央研究所[1]